# Selbstversuch
Ein (medizinischer) Selbstversuch ist die wissenschaftliche Erprobung an sich selbst. Erste Beschreibungen finden sich ab dem 18. Jahrhundert. Eine große Rolle spielt der Selbstversuch in der Geschichte der Erforschung von Infektionskrankheiten.

## Geschichte
Seit dem 18. Jahrhundert gewann der Selbstversuch mit der Entwicklung des wissenschaftlichen Humanexperiments an Bedeutung. Frühe Beispiele sind James Jurins Selbstbehandlung durch die Einnahme von Seifenlauge zur Behandlung seines Blasensteinleidens im Jahr 1740 und Samuel Bards pharmakologische Eigenbeobachtung nach der Einnahme von Opium im Jahr 1765.
Anton Störck, Leibarzt von Kaiserin Maria Theresia, forderte für die Forschung mit giftigen Pflanzen die strenge Abfolge von chemischer Bestimmung, Tierversuch und Selbstversuch des Wissenschaftlers, bis es zum klinischen Experiment an Patienten kommen dürfe.
Im 19. Jahrhundert wurden Selbstversuche unter anderem vom Entdecker des Morphins, Friedrich Sertürner, den Erfindern der Inhalationsnarkose, der Lokalanästhesie und der Lumbalanästhesie durchgeführt. Tragische Berühmtheit erlangte der tödliche Selbstversuch des peruanischen Medizinstudenten Daniel Alcides Carrión, der 1885 den Zusammenhang zwischen der Peru-Warze (Verruga peruviana) und dem Oroya-Fieber nachwies.
Den Nobelpreis für Medizin erhielt 1956 Werner Forßmann für seine riskanten Selbstversuche zur Katheterisierung des rechten Herzens (1929) und zur Angiokardiografie (1931). Albert Hofmanns Selbstversuch 1943, mit dem damals von ihm neu synthetisierten LSD, erlangte größere Bekanntheit. Die ethische Ausnahmestellung der Risiken des wissenschaftlichen Selbstversuchs findet sich im Nürnberger Kodex von 1947.
Selbstversuche wurden im Zusammenhang mit der Testung von Impfstoffen gegen AIDS diskutiert.

## Kultur
Selbstversuche sind vereinzelt auch Sujets von Filmen, wie beispielsweise Super Size Me (Dokumentarfilm von Morgan Spurlock über den wochenlangen Verzehr von extragroßen Fastfood-Portionen bei McDonald’s) oder Die Fliege (Horrorfilm von David Cronenberg, in dem der Wissenschaftler Seth Brundle einen „Teleporter“ in einem Selbstversuch ausprobiert).

## Liste berühmter Selbstversuche (Auswahl)
- 1740 behandelte James Jurin (1684–1750) sein Blasensteinleiden durch Einnahme von Seifenlauge.
- 1765 berichtete der Arzt Samuel Bard über seine pharmakologischen Eigenbeobachtungen nach Einnahme von Opium.[2]
- Der englische Chirurg John Hunter spritzte sich angeblich im Jahr 1767 den Eiter eines Gonorrhö-Patienten an zwei Stellen in den eigenen Penis. Er entwickelte daraufhin zusätzlich eine Syphilis.
- Der deutsche Arzt Samuel Hahnemann postulierte das Ähnlichkeitsprinzip, eine Säule der Homöopathie, im Jahr 1790, als er im Selbstversuch die Wirkung der Chinarinde prüfte. Er beobachtete an sich selbst nach Einnahme dieses Arzneistoffs Symptome der Malaria. Möglicherweise handelte es sich bei Hahnemanns Selbstbeobachtungen um eine allergische Reaktion aufgrund einer Sensibilisierung für Chinin, da er das Mittel bereits früher eingenommen hatte.
- Der englische Arzt Edward Jenner hatte im Jahr 1794 bemerkt, dass Mädchen, die auf einem Bauernhof häufigen Kontakt mit Kuhmilch hatten und sich mit der harmloseren Krankheit der Kuhpocken infizierten, immun gegen die echten Pocken waren. Deswegen verabreichte er sich selbst und anderen Versuchspersonen Material, das er aus Kuhpockenwunden gewonnen hatte. Die Folge war auch hier eine Immunität gegenüber den echten Pocken.
- Friedrich Sertürner isolierte 1804 als Erster Morphin als wichtigste Wirksubstanz des Opiums. Mit drei anderen Jugendlichen nahm der Paderborner Apothekengehilfe eine Menge von je 1.5 Gran (1 Gran = 50–60 mg) Morphium zu sich (letale Dosis oral ca. 200 mg). Durch die Einnahme eines Brechmittels und das durch das Morphium selbst ausgelöste Erbrechen überstand er den Selbstversuch.
- Im Allgemeinen Krankenhaus in Wien entdeckte der Arzt Ferdinand von Hebra (1816–1880) den Erreger der Krätze, die Krätzmilbe. In einem Selbstversuch bewies er die Krankheitsauslösung durch die Milbe.
- Der Psychoanalytiker Sigmund Freud nahm eine Analyse des eigenen Seelenlebens vor; ebenfalls führte er mit Kokain Selbstversuche durch.
- Der Physiker Johann Wilhelm Ritter setzte auf der Suche nach der „Weltformel“ seinen eigenen Körper unter Strom und galvanisierte seine Finger, später auch Zunge und Augapfel; diese Versuche ruinierten Ritter sowohl gesundheitlich als auch finanziell.
- Der Militärarzt und Wissenschaftler John Paul Stapp führte aufgrund verschiedener medizinischer Fragestellungen, die bei der Einführung schneller Strahlflugzeuge und Weltraumforschung auftraten, risikoreiche Selbstversuche an sich durch. So erprobte er die Auswirkungen und Gegenmaßnahmen sehr niedrigen Luftdruckes bei Flügen in großen Höhen ohne Druckkabine. Weiterhin überprüfte er an sich, ob der menschliche Körper dem gewaltigen Windstoß bei Flügen nahe Schallgeschwindigkeit widerstehen kann, und ließ sich deshalb einem Fahrtwind von 900 km/h aussetzen. Am berühmtesten aber wurden seine Versuche, bei denen der menschliche Körper gut gesichert extremen Beschleunigungskräften ausgesetzt wird. 1954 wurde er bei einem Versuch einer Verzögerungsspitze von mehr als 450 m/s² ausgesetzt; weiterhin erfuhr er während der darauffolgenden Sekunde eine Verzögerung von 250 m/s². Zum Vergleich: 10 m/s² entspricht einer Vollbremsung mit einem Auto, ein Jetpilot erfährt maximal 90–100 m/s². Neben den zu erwartenden Verletzungen wie Brüchen und Zerrungen konnte Stapp so aufklären, dass die Augen wegen Blutungen und Zerrungen am Sehnerv mit am stärksten belastet werden.
- Werner Forßmann schob sich 1929 über eine Armvene erstmals einen Katheter ins rechte Herz, dokumentierte diese Tatsache mit einem Röntgenbild und erhielt 1956 den Nobelpreis für seine darauf folgenden Forschungsergebnisse.
- Der australische Arzt Barry Marshall nahm im Jahr 1984 im Selbstversuch eine Bakterienkultur mit den Magenbakterien Helicobacter pylori zu sich. Er erkrankte bald darauf an einer Magenentzündung, die er mit Antibiotika wieder erfolgreich beseitigte. Barry Marshall und sein Forscherkollege Robin Warren erhielten 2005 den Nobelpreis für ihre Entdeckung der Magenbakterien.
- Knollenblätterpilzvergiftung und Silibinin: Ein Genfer Arzt machte im Jahr 2000 einen Selbstversuch mit 70 Gramm Knollenblätterpilz, die er aß, um zu beweisen, dass man Vergiftungen mit der von ihm propagierten „Bastien-Methode“ mit vielen Vitaminen und vor allem Karotten überleben kann. Mehrere Tage kämpften Ärzte erfolgreich um sein Leben.
- Max von Pettenkofer schluckte als 74-Jähriger 1892 eine Kultur von Cholerabakterien. Er erkrankte glücklicherweise nicht. Trotzdem erwies sich die Ansicht seines wissenschaftlichen Kontrahenten Robert Koch über die bakterielle Ursache dieser Erkrankung als richtig.
- Robert Koch seinerseits injizierte sich 1890 ein Mittel gegen Tuberkulose, den vermeintlichen Impfstoff Tuberkulin. Auch seine zweite Ehefrau Hedwig Freiberg bezog er in die Experimente ein. Beide erkrankten ernsthaft an den Nebenwirkungen.
- Der amerikanische Arzt und Epidemiologe Joseph Goldberger erforschte die Ursache der Pellagra in den Südstaaten der USA. Entgegen der am Anfang des 20. Jahrhunderts vorherrschenden Meinung, dass sie eine Infektionskrankheit sei, vertrat er die Ansicht, dass sie auf einer Mangelernährung der Betroffenen beruhe. Um seine These zu untermauern, ließ er sich angeblich Blut von Pellagrakranken unter die Haut spritzen und schluckte Kapseln mit Haut, Urin und Stuhl von Pellagrakranken. Er erkrankte nicht. Er entdeckte, dass ein Mangel an Vitamin B die Krankheit auslöste und dass man mit Bierhefe sehr einfach diesen Mangel beheben konnte.
- Der US-amerikanische Arzt Evan O’Neill Kane schrieb 1929 Medizingeschichte, als er sich seinen entzündeten Blinddarm in einer Operation eigenhändig entfernte. Diese Pioniertat wiederholte Leonid Rogosow am 30. April 1961 – anders als Evan O’Neill Kane nicht aus Experimentierfreude, sondern aus purer Not. Rogosow befand sich zum Zeitpunkt seiner Blinddarmentzündung als einziger Arzt in einer sowjetischen Antarktisstation und rund 3000 km vom nächsten Krankenhaus entfernt.
- 1943 entdeckte Albert Hofmann in den Labors der Basler Firma Sandoz nach Experimenten mit Mutterkornpilz den Stoff Lysergsäure-diäthylamid (LSD). Am 19. April 1943 führte er einen Selbstversuch mit dem neu synthetisierten LSD durch und beschrieb die Halluzinationen, die durch die Substanz ausgelöst werden. Die Auswirkungen der erheblichen Überdosis reduzierte er nach eigenen Angaben dadurch, dass er bei seiner Nachbarin um Milch bat. Er wusste trotz der Wirkung des LSD, dass sie gegen Vergiftungserscheinungen in vielen Fällen hilfreich ist.
- Der Medizinstudent Daniel Alcides Carrión klärte 1885[3] den Zusammenhang zwischen Oroya-Fieber und den so genannten peruanischen Warzen „Verrugae peruanae“ (rötliche Hautknötchen) durch die Injektion von blutigem Warzensekret in einem Selbstversuch. Er erkrankte einige Wochen danach schwer und verstarb schließlich am Oroya-Fieber. Wie ihm erging es vielen tausenden Arbeitern beim Bau der Eisenbahn von Lima nach Oroya. Mehr als 80 % starben am Fieber und an schwerer Anämie. Die es überstanden hatten, entwickelten später Peru-Warzen. Alcides Carrión beschrieb die Krankheit, nachdem er von einem engen Freund auf seinen eigenen Wunsch mit der Krankheit infiziert wurde. Nachdem er an der Krankheit verstorben war, wurde sein Freund festgenommen und wegen Mordes angeklagt. Der aus Berlin stammende Arzt Max Kuczynski wiederholte den Selbstversuch Carrións 1938 und überlebte. Carrión wurde von der Regierung von Peru zum Nationalhelden erklärt und 1965 wurde die Universidad Nacional Daniel Alcides Carrión nach ihm benannt.
- Der britische Biologe David Pritchard hat sich selbst mit Hakenwürmern infiziert. Er wollte so herausfinden, ob Menschen, in deren Darm Hakenwürmer vorhanden sind, seltener an Allergien leiden. Es hat vor allem unglaublich gejuckt, als die Würmer durch meine Haut drangen.
- Jonas Salk entwickelte 1954 den ersten Impfstoff gegen durch Viren verursachte Kinderlähmung (Poliomyelitis). Um die Unbedenklichkeit seines Totimpfstoffes, bei dem die Polioviren mit Formalin abgetötet wurden, zu beweisen, testete ihn Salk 1953 zuerst an sich selbst.
- Der Urologe Giles Brindley behauptete 1983, ein Mittel gegen die damals nicht behandelbare Impotenz gefunden zu haben. Da man ihm nicht glaubte, spritzte er sich das gefäßerweiternde Mittel Phenoxybenzamin während des Urologenkongresses in Las Vegas in den eigenen Penis. Während seines Vortrages zeigte er dann den Zuschauern sein erigiertes Glied, um sie von seinen Ansichten zu überzeugen.
- William Thomas Green Morton probierte Schwefeläther auch an sich selbst aus, bevor er mit dessen öffentlicher Demonstration als Narkosemittel zum Begründer der modernen Anästhesie wurde.
- Am 4. November 1847 experimentierten James Young Simpson und Freunde von ihm mit der Wirkung von eingeatmetem Chloroform. Seither gilt Simpson als Erfinder der Chloroformnarkose.
- Der als Pionier der Lokalanästhesie geltende Carl Koller machte auf Anregung von Sigmund Freud Selbstversuche mit Kokain. Um 1885 kam es bei dem Chirurgen William Stewart Halsted, der die Leitungsanästhesie mit örtlichen Betäubungsmitteln erfand, zur Kokainsucht.[4] Bei seinen Assistenten Hartley und Hall, die ebenfalls durch Versuche an sich zur Entwicklung der Lokalanästhesie betrugen, kam es ebenfalls zur Medikamentenabhängigkeit.[5]
- Der Chirurg August Bier und sein Assistent August Hildebrandt versuchten sich am 24. August 1898 gegenseitig ein örtliches Betäubungsmittel in den Rückenmarkskanal zu spritzen. Bei der Injektion durch Bier wurde an diesem Tag die erste Spinalanästhesie durchgeführt.[6]
- Die von Myasthenia-gravis-Symptomen selbst betroffene Harriet Edgeworth aus den USA stellte fest, dass Ephedrin ihre Muskelkraft besserte. 1933 veröffentlichte sie nach einem ersten einen umfassenderen zweiten Bericht über ihre mehrjährigen Versuche.[7]